# Cuando la cama me da vueltas
«Cuando la cama me da vueltas»  es una canción de la banda peruana de rock Arena Hash, lanzado como segundo sencillo del álbum del mismo nombre de la banda, publicado en 1988.

## Información
La canción se convirtió en el primer éxito de la banda, posicionándose en la N°1 de las diferentes emisoras de radio del Perú.

## Créditos
- Pedro Suárez-Vértiz: Voz y guitarra
- Christian Meier: Teclados y coros
- Patricio Suárez-Vértiz: Bajo y coros
- Arturo Pomar Jr.: Batería , percusión y coros

## Versiones
- Se incluye en la reedición del primer álbum de la banda, Del archivo de… Arena Hash, publicado en 1995, una nueva versión simulada en vivo del tema.